# Bergören (vid Kopparholm, Nagu)
Bergören är en ö nära Husskär i Nagu,  Finland. Den ligger i Skärgårdshavet i Pargas stad i den ekonomiska regionen  Åboland i landskapet Egentliga Finland, i den sydvästra delen av landet. Ön ligger omkring 5 kilometer väster om Husskär, 27 kilometer söder om Nagu kyrka, 56 kilometer söder om Åbo och omkring 160 kilometer väster om Helsingfors. Närmaste allmänna förbindelse är förbindelsebryggan vid Knivskär som trafikeras av M/S Nordep.
Öns area är 0,5 hektar och dess största längd är 120 meter i sydväst-nordöstlig riktning.